# Лошите момчета
„Лошите момчета“ (на английски: The Bad Guys) е американска компютърна анимация от 2022 година, продуцирана от „Дриймуъркс Анимейшън“ и „Сколастик Ентъртейнмънт“ и разпространявана от „Юнивърсъл Пикчърс“. Режисьор е Пиер Перифел (в режисьорския му дебют), по сценарий на Итън Коен и Хилари Уинстън, базиран е на едноименната поредица детски книги от Арън Блейби, който е изпълнителен продуцент. Озвучаващият състав се състои от Сам Рокуел, Марк Марън, Крейг Робинсън, Антъни Рамос, Акуафина, Ричард Айоади, Зази Бийц, Лили Сингх и Алекс Борстийн.
Премиерата на „Лошите момчета“ е пуснат в световен мащаб на 16 март 2022 г. и е пуснат в Съединените щати на 22 април 2022 г. от „Юнивърсъл Пикчърс“ във формати 2D и Real3D. Филмът получава генерално позитивни отзиви от критиците.

## Актьорски състав
| Актьор         | Роля                                                                                      |
| -------------- | ----------------------------------------------------------------------------------------- |
| Сам Рокуел     | Господин Вълк, сив вълк, джебчия, и водач на бандата „Лошите момчета“                     |
| Марк Марън     | Господин Змия, саркастична източно-кафява змия и втората ръка на Господин Вълк            |
| Крейг Робинсън | Господин Акула, бяла акула и импровизатор                                                 |
| Антъни Рамос   | Господин Пираня, боливийска червена пираня, и най-младият от групата                      |
| Акуафина       | Госпожа Тарантула, мексиканска червеноколенеста тарантула и експерт по хакерство          |
| Ричард Айоади  | Професор Рупърт Мармалад Четвърти, морско свинче, който иска да направи бандата по-добри  |
| Зази Бийц      | Даян Лисингтън, червена лисица, губернаторка, бивша престъпничка и гадже на господин Вълк |
| Лили Сингх     | Тифани Флъфит, репортерка на новини                                                       |
| Алекс Борстийн | Полицай Мисти Лъджинс, разгневената шефка на полицията                                    |

## Пускане
На 7 октомври 2019 г., е обявено, че филмът трябваше да бъде пуснат по кината на 17 септември 2021 г., който заема премиерата на Spooky Jack. През декември 2020 г. филмът е отменен със „Бебе Бос 2: Семейни работи“, който заема оригиналния слот, въпреки че е потвърдено, че ще получи нова дата в рамките на следващите седмици по време на пандемията от COVID-19. През март 2021 г. премиерата е насрочена за 15 април 2022 г. През октомври 2021 г. е преместена отново за една седмица до 22 април. Филмът е насрочен да се излъчва в стрийминг в САЩ от стрийминг услугата „Пийкок“ за 45 дни след излизането му по кината, и последван от „Нетфликс“ за 4 месеца. На 1 март 2022 г. „Юнивърсъл“ премести премиерата в Русия в отговор на Руското нападение над Украйна.

### Домашна употреба и стрийминг
„Лошите момчета“ е пуснат на DVD, Blu-ray, Ultra HD Blu-ray и за дигитално изтегляне от „Юнивърсъл Пикчърс Хоум Ентъртейнмънт“ в Съединените щати на 21 юни 2022 г. Филмът е пуснат в стрийминг платформата „Пийкок“ на 1 юли 2022 г.

## В България
В България филмът е пуснат по кината на 15 април 2022 г. във „Форум Филм България“.